# 선진고속 (의정부시)
선진고속(先進高速)은 선진그룹 버스사업부문 계열의 경기도 북부 지역의 시외버스를 운행하던 기업이었다. 1954년부터 2004년까지 영종여객(永宗旅客)이라는 사명으로 운행하다 선진그룹에 인수되었고, 2010년 KD운송그룹 계열 경기고속에 인수, 흡수합병되었다.

## 운행하던 노선
- 3000번 : 신철원 - 동서울
- 3100번 : 의정부 - 강남 (직행좌석버스 전환과 동시에 계열사인 선진시내버스에 양도)
- 3300번 : 연천 - 성남 (2008년경 경기고속에 양도)
- 동송/와수리 - 수유역
- 동송/와수리 - 동서울